# Macrocarpaea cinchonifolia
Macrocarpaea cinchonifolia là một loài thực vật có hoa trong họ Long đởm. Loài này được (Gilg) Weaver mô tả khoa học đầu tiên năm 1974.